# Leptothorax kutteri
Leptothorax kutteri es una especie de hormiga del género Leptothorax, tribu Crematogastrini, familia Formicidae. Fue descrita científicamente por Buschinger en 1966.
Se distribuye por Austria, Estonia, Finlandia, Alemania, Noruega, Polonia, Rusia, Suecia y Suiza. Se ha encontrado a elevaciones de hasta 1460 metros. Habita en praderas.